# Liste der deutschen Botschafter in Tadschikistan
Die Liste der deutschen Botschafter in Tadschikistan enthält die Botschafter der Bundesrepublik Deutschland in Tadschikistan seit 1992. Sitz der Botschaft ist in Duschanbe.
| Name                   | Amtszeit  | Anmerkungen                                                                 |
| ---------------------- | --------- | --------------------------------------------------------------------------- |
| Hans-Jürgen Keilholz   | 1992–1993 | (erster) Geschäftsträger a. i. nach Aufnahme der diplomatischen Beziehungen |
| Alexander Beckmann     | 1996–1997 |                                                                             |
| Matthias Meyer         | 1997–2000 |                                                                             |
| Wolfgang Neuen         | 2000–2003 |                                                                             |
| Rainer Müller          | 2003–2008 |                                                                             |
| Doris Hertrampf        | 2008–2013 |                                                                             |
| Holger Green           | 2013–2017 |                                                                             |
| Neithart Höfer-Wissing | 2017–2019 |                                                                             |
| Andreas Prothmann      | 2019–2023 |                                                                             |
| York Schuegraf         | seit 2023 |                                                                             |